# Alberto Riva Villa Santa
Alberto Riva Villa Santa (Cagliari, 20 agosto 1900 – Paradiso, 4 novembre 1918) è stato un militare italiano decorato di Medaglia d'oro alla memoria, e di Medaglia d'argento al valor militare, durante il corso della prima guerra mondiale.

## Biografia
Nacque a Cagliari il 20 agosto 1900, all'interno di una famiglia di tradizioni militari, figlio di Giovanni Riva, di origine lombarda, e Giovanna Villa Santa. Fece i suoi primi studi a Cagliari al Ginnasio “Siotto Pintor” e scoppiata la guerra la sua famiglia si trasferì a Milano dove frequentò l'Istituto Militarizzato di San Celso.
Ai primi di ottobre del 1917, all'età di diciassette anni, fuggì da casa per arruolarsi volontario nel Regio Esercito, e avendo falsificato il suo certificato di nascita in modo che potesse essere nominato Ufficiale senza che avesse raggiunto l'età prescritta, fu arruolato nel 90º Reggimento fanteria della Brigata Salerno.
Poco dopo fu mandato al fronte dove prese parte a diversi combattimenti sul Monte Grappa e sul Piave segnalandosi per il suo valore, ma in seguito alla ritirata di Caporetto fu scoperta la sua vera età e venne allontanato dalla zona di combattimento. Dal gennaio 1918 prese parte a un corso Allievi Ufficiali presso il Comando della 3ª Armata classificandosi al primo posto, ed ottenendo, col grado di Aspirante, l'assegnazione nel corpo dei Bersaglieri da lui prescelto. Entrato in servizio nell'8º Reggimento bersaglieri fu promosso sottotenente di complemento nel mese di febbraio. Assunto il comando delle “Fiamme Cremisi” reggimentali, si distinse nel corso della battaglia del solstizio (15-24 giugno), e all'occupazione di Fagarè. Tra il 15 e il 16 agosto prese parte all'occupazione dell'isola Caserta sul Piave, guadagnandosi una Medaglia d'argento al valor militare.
Fu proposto per la promozione a effettivo per merito di guerra, ma cadde eroicamente prima di poter conseguire tale onore.
Il 4 novembre 1918, pochi momenti prima della cessazione delle ostilità, al bivio di Paradiso, mentre alla testa dei suoi bersaglieri, incalzava il nemico in ritirata, cadde colpito in fronte dalle ultime scariche di una mitragliatrice nemica. Fu l'ultimo militare italiano morto durante la guerra del 1915-1918. Alla sua memoria fu concessa dal Re Vittorio Emanuele III, con  "motu proprio", la Medaglia d'oro al valore militare.
La sua morte fu commemorata da Sua Altezza Reale il Duca d'Aosta, comandante della 3ª Armata il 13 aprile 1919 in occasione della inaugurazione del cippo innalzato agli eroi del Paradiso, nel luogo del loro olocausto e il 4 novembre dello stesso anno all'Augusteo di Roma da Gabriele D'Annunzio nella celebrazione del primo anniversario della vittoria.
(Gabriele D'Annunzio)
L'episodio della sua morte  è eternato nel basamento del monumento al Bersagliere che sorge in Roma a Porta Pia.
La mitragliatrice nemica è conservata nel Museo storico dei bersaglieri a Roma.
A Cagliari gli è stata dedicata la Caserma di Viale Poetto sede del Battaglione Trasmissioni Gennargentu, la scuola elementare di Piazza Garibaldi e la via principale di Pirri. Nella casa di Piazza Costituzione a Cagliari è stata murata una targa alla sua memoria. A Milano gli è stata intitolata una strada, così come a Bergamo, Padova e Siena.

### Annotazioni
1. ↑  Suo padre Giovanni maggiore della Brigata Sassari, decorato con due Medaglie d'argento al valor militare, cadde combattendo a Monte Castelgomberto, sull'altipiano di Asiago il 7 giugno 1916. Inoltre era nipote del tenente degli alpini Antonio caduto ad Adua nel 1896 e cugino di 3 fratelli caduti tutti nella Grande Guerra (ten. Antonio Costa, magg. MAVM Carlo Costa e S.Ten. MAVM Giovanni Costa).
2. ↑  Parteciparono all'azione anche tre squadroni del 27º Reggimento "Cavalleggeri di Aquila".

### Fonti
1. 1 2 3 4 5 6  Combattenti Liberazione.
2. 1 2 3  Carolei, Greganti, Modica 1968, p. 206.
3. 1 2 3 4 5  Digilander Libero.
4. ↑  Sito web del Quirinale: dettaglio decorato.